# Starpath Supercharger

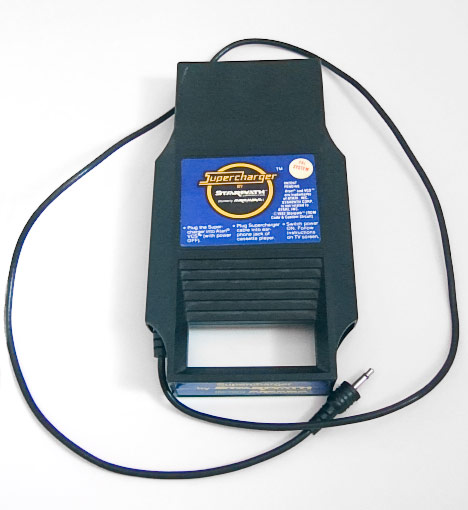
Starpath Supercharger

Starpath Supercharger — модуль расширения для игровой консоли Atari 2600, выпущенный компанией Starpath в 1982 году. Стоимость устройства составляла 44.95 долларов США.
Устройство было выполнено в виде удлинённого картриджа с ручкой на конце. Оно добавляло к очень ограниченному объёму оперативной памяти консоли (всего 128 байт) дополнительные 6 килобайт, а также интерфейс для подключения бытового кассетного магнитофона. Это позволяло создавать более сложные игры с графикой высокого разрешения, загружаемые с обычных аудиокассет.
За счёт этого устройство приближало возможности Atari 2600 к возможностям простых домашних компьютеров того времени, за исключением алфавитно-цифровой клавиатуры (однако, для консоли выпускались простые цифровые клавиатуры).
С помощью простой модификации устройство может использоваться для запуска самостоятельно разработанных программ на реальной игровой консоли.
В середине 1990-х годов группа энтузиастов CyberPuNKS (Jim Nitchals, Dan Skelton, Glenn Saunders и Russ Perry Jr) с разрешения компаний Atari и Bridgestone Multimedia (владеющей правами на библиотеку игр для устройства) выпустила компакт-диск Stella Gets A New Brain, содержащий все официальные игры для устройства, включая прототипы игр. Диск издавался дважды. Первое издание было некоммерческим и имело ограниченный тираж. Второе издание было дополнено несколькими прототипами игр, любительскими играми (с разрешения авторов) и песней Atari 2600 группы Splitsville (лицензированной у группы).

## Игры для Supercharger
Все игры для устройства также были разработаны компанией Starpath.
- Communist Mutants from Space
- Dragonstomper
- Escape From the Mindmaster
- Fireball
- Frogger, The Official
- Killer Satellites
- Party Mix
- Phaser Patrol
- Rabbit Transit
- Suicide Mission
- Survival Island
- Sword of Saros

### Известные прототипы
- Labyrinth (ранняя версия игры Escape From the Mindmaster)
- Sweat: The Decathlon Game